# JLTV
Il Joint Light Tactical Vehicle, abbreviato in JLTV, è un veicolo tattico leggero corazzato adottato dalle forze armate degli Stati Uniti per sostituire gli High Mobility Multipurpose Wheeled Vehicle con una famiglia di veicoli modulari che garantiscano maggiore protezione agli occupanti.

## Sviluppo
La necessità di sostituire gli High Mobility Multipurpose Wheeled Vehicle è sorta per fare fronte al loro progressivo invecchiamento e alla minaccia degli ordigni esplosivi improvvisati, contro cui gli Humvee non garantivano nessun tipo di protezione, e dopo che vari programmi per migliorare la protezione degli Humvee si sono rivelati troppo dispendiosi e non hanno portato a risultati soddisfacenti.
Il programma JLTV è stato approvato dal Joint Chiefs of Staff nel novembre 2006 e il 28 ottobre 2008 il contratto per la fase di sviluppo tecnologico di diversi prototipi è stato assegnato a BAE Systems e Navistar, a Lockheed Martin e a General Tactical Vehicles, joint venture tra AM General e General Dynamics Land Systems.

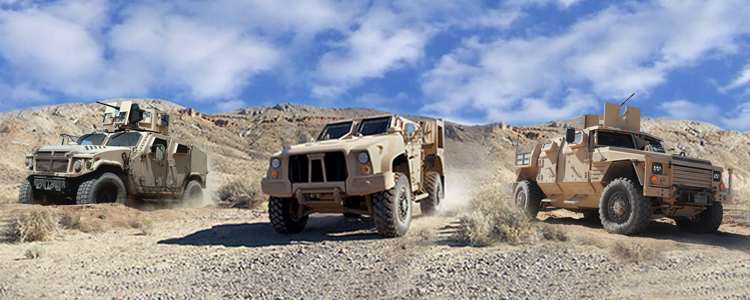
Fotomontaggio dei veicoli giunti alla fase finale della selezione: da sinistra a destra il BRV-O di AM General, l'Oshkosh L-ATV e il Lockheed Martin JLTV

Nel febbraio 2011 il JLTV Program Office ha annunciato lo slittamento dell'assegnazione del contratto per la fase di ingegnerizzazione e produzione (EMD) a causa di una modifica dei requisiti richiesti dallo U.S. Army, che richiedeva un livello di protezione del fondo pari a quello offerto dall'Oshkosh M-ATV. La fase di sviluppo tecnologico è stata completata nel maggio 2011. Il 26 gennaio 2012 lo U.S. Army ha trasmesso la richiesta di inviare le proposte per la fase EMD e il 22 agosto 2012 ha annunciato l'assegnazione di tre contratti per questa fase a AM General, Lockheed Martin e Oshkosh Corporation. Il contratto prevedeva un finanziamento alle imprese variabile tra 28 e 36 milioni di dollari e richiedeva alle aziende di consegnare ciascuna 22 prototipi.
I test dei prototipi sono partiti il 3 settembre 2013 all'Aberdeen Proving Ground, allo Yuma Proving Ground e al Redstone Arsenal. L'esercito pianificava di selezionare il vincitore del contratto nel 2015 e di immettere in servizio 17 000 JLTV a partire dal 2018 fino al 2040; i Marines prevedevano di acquistare 5 500 esemplari tra il 2018 e il 2022.
Lo U.S. Army ha inviato la richiesta di proposte per la produzione dei JLTV il 12 dicembre 2014. Il 25 agosto 2015 il Light Combat Tactical All-Terrain Vehicle (L-ATV) di Oshkosh è stato selezionato come vincitore e a Oshkosh Corporation è stato assegnato un contratto per la produzione a basso ritmo di 16 901 esemplari sia per l'esercito che per i Marines. La produzione in serie è stata autorizzata il 20 giugno 2019.
I primi JLTV sono stati consegnati il 28 gennaio 2019 al 1st Brigade Combat Team della 3rd Infantry Division, mentre i Marines hanno ricevuto i loro primi JLTV il mese successivo.

## Varianti

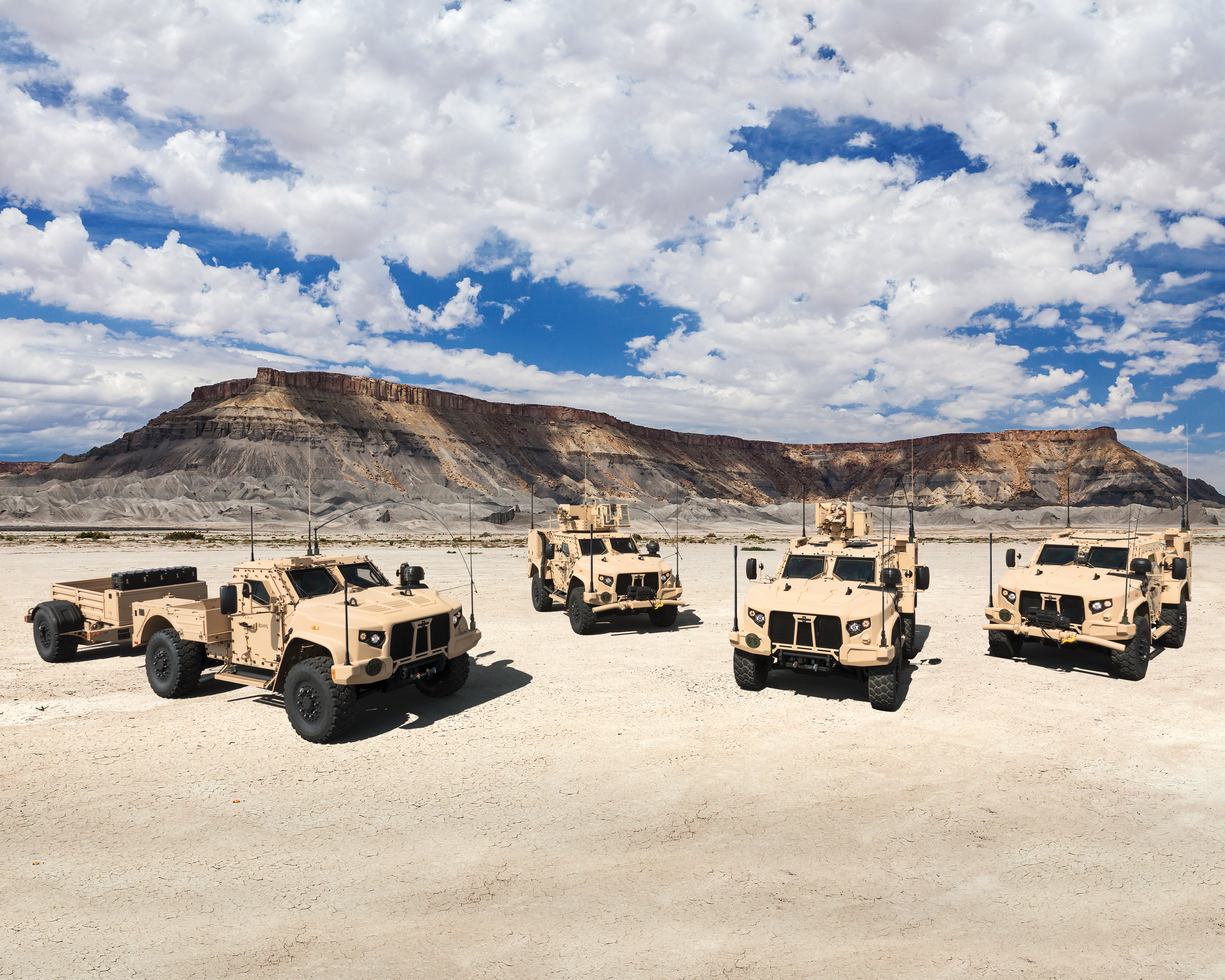
Da sinistra a destra: M1279, M1281, M1278 e M1280

- M1278 Heavy Gun Carrier: versione tattica e da supporto alla fanteria dotata di torretta con mitragliere oppure remotizzata[6]
- M1279 Utility: modello a due porte con cassone posteriore per il trasporto di carichi[7]
- M1280 General Purpose: versione disarmata da trasporto
- M1281 Close Combat Weapon Carrier: versione con un vano posteriore ingrandito per il trasporto di armi e missili e configurata per l'impiego di missili BGM-71 TOW e relativi sistemi di controllo M41 Saber[8]

Tutte le versioni possono trainare un carrello denominato JLTV-T e progettato specificatamente per il JLTV.

## Utilizzatori
Belgio
- Componente terrestre dell'armata belga

302 acquistati nel 2020 consegnati a partire dal 2024.
- Componente medica dell'armata belga

20 in versione sanitaria acquistati nel 2020, con consegne previste a partire dal 2023.
 Brasile
- Corpo de Fuzileiros Navais

12 ordinati nel 2020. I primi 4 sono stati consegnati nel febbraio 2023, gli altri 8 verranno consegnati tra fine 2023 e il 2024.
 Israele
- Zro'a Ha-Yabasha

75 acquistati tramite vendita militare straniera e altre dozzine tramite vendita commerciale diretta nel 2023.
 Lituania
- Lietuvos kariuomenės Sausumos pajėgosJLTV dell'esercito lituano

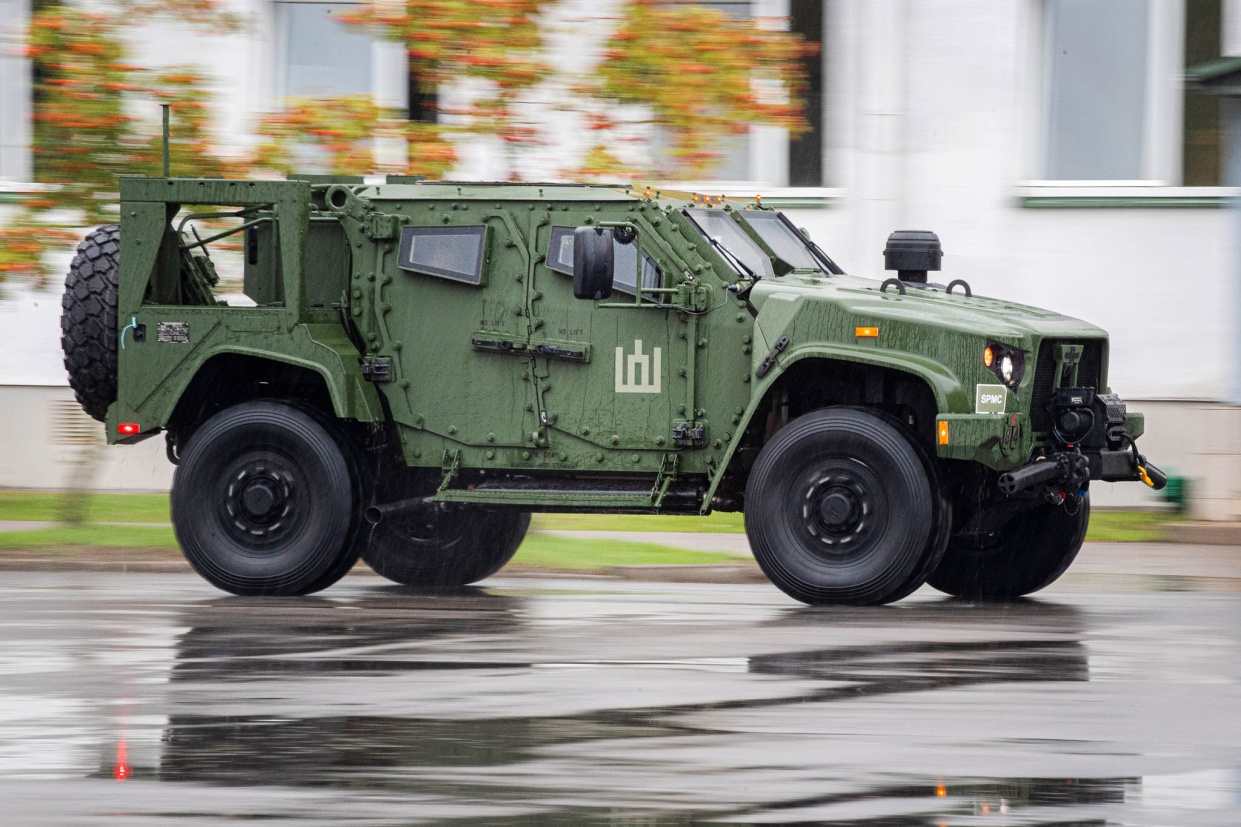
JLTV dell'esercito lituano

200 acquistati nel 2019 da consegnare entro il 2024 seguiti da altri 300 acquistati nel 2022 e da consegnare entro il 2025, per un totale di 500 esemplari. I veicoli del primo contratto sono stati consegnati in quattro lotti tra agosto 2021 e dicembre 2023. Le consegne dei veicoli del secondo contratto sono iniziate nel marzo 2024.
 Macedonia del Nord
- Armija na Republika Severna Makedonija

33 acquistati nel 2020, i primi 6 sono stati consegnati ad agosto 2022. Il Ministero della difesa macedone prevede di acquistarne un totale di 96. Ulteriori 25, di cui 18 M1278 e 7 M1280, sono stati acquistati nel marzo 2024.
 Mongolia
- Esercito della Mongolia

Ordine per un numero non noto di veicoli comunicato a novembre 2023.
 Montenegro
- Kopnena vojska Crne Gore

67 acquistati nel 2019. 20 consegnati nel 2020 e i rimanenti previsti in consegna entro il 2023.
 Polonia
- Wojska Lądowe

26 M1279A1 acquistati nel 2022.
 Romania
- Forțele Terestre Române

34 M1278A1 annunciati nel gennaio del 2023 e altri 95 acquistati nel 2023, per un totale di 129 esemplari. I primi 34 esemplari sono stati consegnati a novembre 2023.
 Slovacchia
- Pozemné sily Slovenskej republiky

160 acquistati nel 2023 con consegne previste a partire dal 2025.
 Slovenia
- Slovenska vojska

38 ordinati nel 2018, 37 nel settembre 2021 e 47 nel dicembre 2022; ulteriori 7 saranno donati dagli Stati Uniti e porteranno il totale a 129. I primi 38 sono entrati in servizio nel 2022. Ulteriori 32 esemplari sono stati acquistati nel 2023. I 37 veicoli del secondo ordine sono stati consegnati a dicembre 2023.
 Stati Uniti
- United States Army

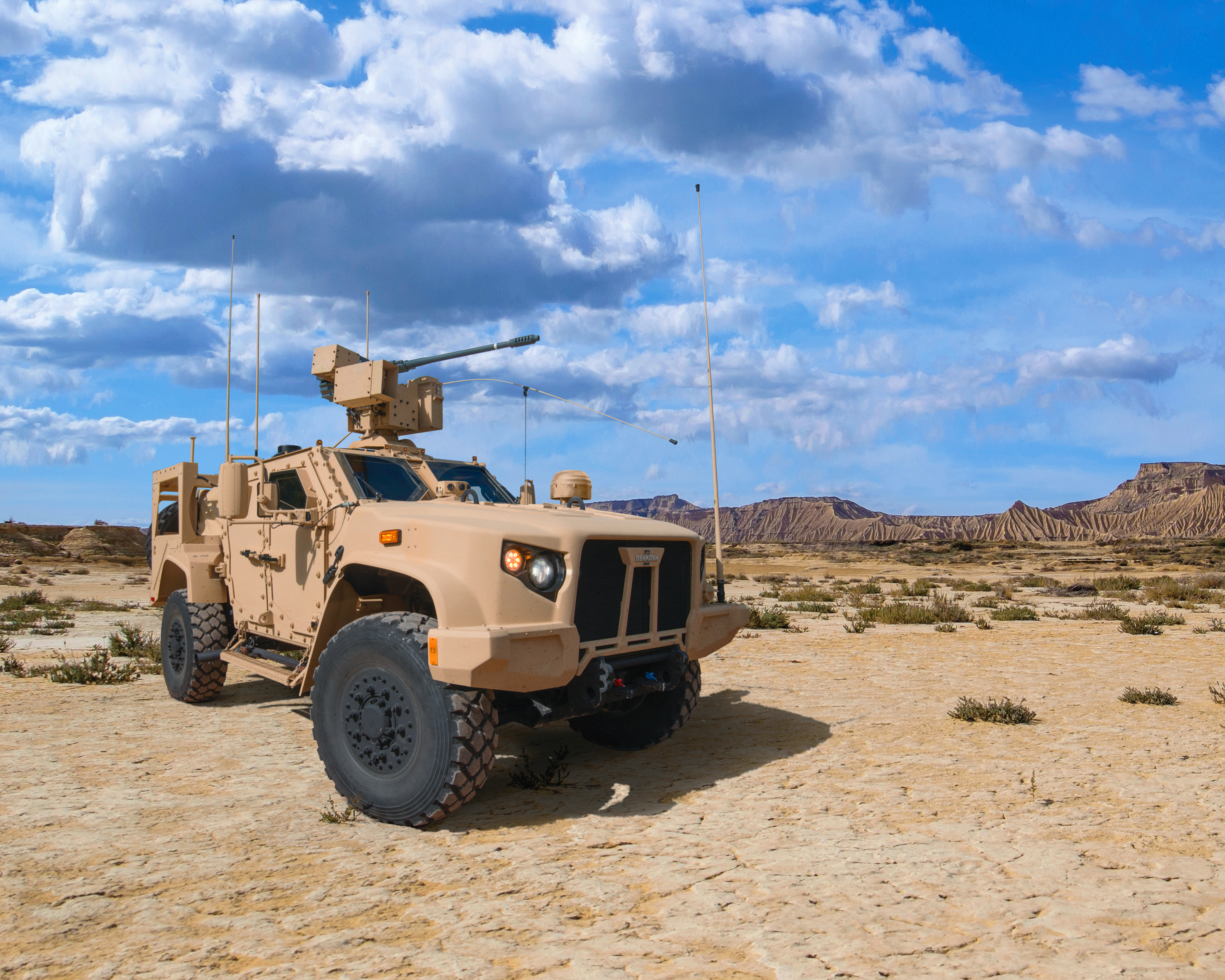
Un M1278 HGC con un cannone M230 da 30 mm

Previsto l'acquisto di 49 099 esemplari in totale. Consegnati da gennaio 2019, in servizio regolare da aprile dello stesso anno.
- United States Marine Corps

In servizio da febbraio 2019.